# Прохорово (Тюменская область)
Прохорово — село в Армизонском районе Тюменской области России. Административный центр Прохоровского сельского поселения.

## История
В «Списке населенных мест Российской империи» 1871 года издания (по сведениям 1868—1869 годов) населённый пункт упомянут как казённая деревня Прохорова (Козловка) Ишимского округа Тобольской губернии, при озере Вьялковом, расположенная в 155 верстах от окружного центра города Ишим. В деревне насчитывался 61 двор и проживало 345 человек (149 мужчин и 154 женщины).
В 1926 году в деревне имелось 149 хозяйств и проживало 712 человек (310 мужчин и 402 женщины). Функционировала школа I ступени. В административном отношении являлась центром Прохоровского сельсовета Армизонского района Ишимского округа Уральской области.

## География
Село находится в южной части Тюменской области, в лесостепной зоне, в пределах Ишимской равнины, на южном берегу озера Вьялкова, на расстоянии примерно 15 километров (по прямой) к западу-юго-западу (WSW) от села Армизонское, административного центра района. Абсолютная высота — 137 метров над уровнем моря.
Климат резко континентальный с теплым летом и суровой холодной зимой. Годовое количество осадков — 310 мм. Средняя температура января составляет −18,2 °C, июля — +18,1 °C.

### Часовой пояс
Село Прохорово, как и вся Тюменская область, находится в часовой зоне МСК+2. Смещение применяемого времени относительно UTC составляет +5:00.

## Население
| 1989 | 2002 | 2010 |
| ---- | ---- | ---- |
| 661  | ↘461 | ↘370 |

Гендерный состав
По данным Всероссийской переписи населения 2010 года в гендерной структуре населения мужчины составляли 48,6 %, женщины — соответственно 51,4 %.
Национальный состав
Согласно результатам переписи 2002 года, в национальной структуре населения русские составляли 88 % из 461 чел.

## Инфраструктура
Действуют основная общеобразовательная школа с группой дошкольного образования, фельдшерско-акушерский пункт, дом культуры, библиотека, почтовое отделение, отделение Сбербанка, участковый пункт полиции и четыре магазина.

## Улицы
Уличная сеть села состоит из пяти улиц.